# Csányi József (labdarúgó, 1933–2016)
Csányi József (Bia, 1933. július 10. – 2016. június 19. előtt) labdarúgó, fedezet, edző.

## Pályafutása
1947-ben a Ferencváros korosztályos csapatában kezdte a labdarúgást. 1952. április 5-én mutatkozott be az első csapatban, csereként a Bp. Vasas ellen, ahol 0–0-s döntetlen született. 1953-ban sorkatonai szolgálatra vonult be és a Kinizsiben edzett tovább. 1954 tavaszán a magyar C-válogatottal több hetes kínai túrára utazott. Hazatérve  Szegedre kellett igazolnia és a Szegedi Haladás csapatában folytatta a labdarúgást. 1955-ben az élvonalba feljutó Szolnoki Légierőcsapatához vezényelték át. 1955 őszén leszerelt. 1956-ban került Miskolcra és a Diósgyőri VTK labdarúgója lett, ahol 11 idényen át szerepelt és ebből hatot az élvonalban. 1965 júniusában egy mérkőzésen súlyosan megsérült. Ezután már nem sikerült régi formáját visszanyernie. Az egyetemi csapatban még meg próbálkozott a játékkal, de 1966-ban végleg abbahagyta a labdarúgást.
1968-ban lett a Diósgyőri VTK labdarúgó-szakosztályának az elnöke, majd egy év után az utánpótlás csapatoknál edzőként tevékenykedett. 1974 és 1976 között Szabó Géza pályaedzője volt. Pár év kihagyás után 1980-ban tért vissza a klubhoz és az ifjúsági csapatnál folytatta az edzői pályafutását. Számos tehetséges labdarúgót nevelt az évek alatt többek között: Teodoru Borisz, Szűcs István, Szűcs János, Koleszárik Sándor, Lippai Sándor, Takács József, Kuttor Attila, Szlifka Miklós és Vitelki Zoltán került ki a kezei alól.
1963-tól a miskolci Nehézipari Műszaki Egyetem hallgatója volt és 1969-ben kohómérnöki diplomát szerzett. Mérnökként a Lenin Kohászati Művekben dolgozott.